# Phakamani Mahlambi
Phakamani Lungisani Mahlambi (Johannesburg, 12 settembre 1997) è un ex calciatore sudafricano, di ruolo attaccante.

## Biografia
Nel 2016 suo fratello Mthobisi, ha anteposto la propria carriera professionistica - all'epoca era in prova ai Bidwest Vits - salvaguardando quella del fratello, infortunatosi al ginocchio, donandogli parte del proprio tendine.

## Caratteristiche tecniche
Paragonato a Benni McCarthy per prestanza fisica e doti tecniche, è un giocatore tecnico, veloce e agile nei movimenti.
Pur trovando la sua collocazione ideale lungo la fascia - o eventualmente alle spalle degli attaccanti - in un 4-2-3-1, sotto la guida di Gavin Hunt viene adattato a terminale offensivo della manovra.

## Carriera

### Club
Muove i suoi primi passi nella Transnet School of Excellence, prima di approdare ai Bidvest Wits a 16 anni. Esordisce in prima squadra l'8 agosto 2015 contro l'Ajax Cape Town, subentrando al 65' al posto di Sibusiso Vilakazi. Il 19 febbraio 2016 subisce un grave infortunio, lacerandosi il legamento collaterale mediale e lesionandosi il crociato anteriore del ginocchio destro, rimanendo fermo dieci mesi.
Il fratello Mthobisi, decide di donare parte del tendine affinché l'operazione non abbia ripercussioni negative - a livello atletico - sulla carriera del giocatore. Torna sul terreno di gioco il 17 dicembre contro il Free State Stars, segnando una doppietta. Con 6 reti e 7 assist in 13 presenze, contribuisce alla vittoria del campionato, il primo nella storia dei Bidwest Wits.
Il 7 settembre 2017 firma un quadriennale con l'Al-Ahly, diventando il primo calciatore sudafricano a militare nel campionato egiziano.

### Nazionale
Il 9 marzo 2017 viene convocato in Nazionale dal CT Owen Da Gama in vista degli impegni contro Guinea-Bissau e Angola. Esordisce quindi con i Bafana Bafana il 28 marzo da titolare contro l'Angola, lasciando il terreno di gioco a inizio ripresa.

## Statistiche

### Presenze e reti nei club
Statistiche aggiornate al 25 settembre 2021.
| Stagione            | Squadra             | Campionato          | Campionato | Campionato | Coppe nazionali | Coppe nazionali | Coppe nazionali | Coppe continentali | Coppe continentali | Coppe continentali | Altre coppe | Altre coppe | Altre coppe | Totale | Totale |
| Stagione            | Squadra             | Comp                | Pres       | Reti       | Comp            | Pres            | Reti            | Comp               | Pres               | Reti               | Comp        | Pres        | Reti        | Pres   | Reti   |
| ------------------- | ------------------- | ------------------- | ---------- | ---------- | --------------- | --------------- | --------------- | ------------------ | ------------------ | ------------------ | ----------- | ----------- | ----------- | ------ | ------ |
| 2015-2016           | Bidvest Wits        | PL                  | 14         | 4          | NC+CdL          | 0+1             | 0               | -                  | -                  | -                  | MTN 8       | 1           | 0           | 16     | 4      |
| 2016-2017           | Bidvest Wits        | PL                  | 13         | 6          | NC+CdL          | 1+0             | 0               | CCL                | 2                  | 0                  | MTN 8       | 0           | 0           | 16     | 6      |
| Totale Bidvest Wits | Totale Bidvest Wits | Totale Bidvest Wits | 27         | 10         |                 | 2               | 0               |                    | 2                  | 0                  |             | 1           | 0           | 32     | 10     |
| 2017-2018           | Al-Ahly             | PL                  | 12         | 1          | CE              | 1               | 0               | CCL                | 2                  | 0                  | SE          | 0           | 0           | 15     | 1      |
| 2018-2019           | M. Sundowns         | PL                  | 18         | 4          | NC+CdL          | 1+2             | 1+0             | CCL                | 8                  | 1                  | MTN 8       | 0           | 0           | 29     | 6      |
| 2019-2020           | M. Sundowns         | PL                  | 8          | 0          | NC+CdL          | 1+1             | 1+0             | CCL                | 5                  | 0                  | MTN 8       | 0           | 0           | 15     | 1      |
| Totale M. Sundowns  | Totale M. Sundowns  | Totale M. Sundowns  | 26         | 4          |                 | 5               | 2               |                    | 13                 | 1                  |             | 0           | 0           | 44     | 7      |
| 2020-2021           | AmaZulu             | PL                  | 2          | 0          | NC+CdL          | 1+0             | 0               | -                  | -                  | -                  | MTN 8       | 0           | 0           | 3      | 0      |
| 2021-2022           | Chippa United       | PL                  | 3          | 1          | NC+CdL          | 0               | 0               | -                  | -                  | -                  | MTN 8       | 0           | 0           | 3      | 1      |
| Totale carriera     | Totale carriera     | Totale carriera     | 70         | 16         |                 | 9               | 2               |                    | 17                 | 1                  |             | 1           | 0           | 97     | 19     |

### Cronologia presenze e reti in nazionale
| Cronologia completa delle presenze e delle reti in nazionale ― Sudafrica | Cronologia completa delle presenze e delle reti in nazionale ― Sudafrica | Cronologia completa delle presenze e delle reti in nazionale ― Sudafrica | Cronologia completa delle presenze e delle reti in nazionale ― Sudafrica | Cronologia completa delle presenze e delle reti in nazionale ― Sudafrica | Cronologia completa delle presenze e delle reti in nazionale ― Sudafrica | Cronologia completa delle presenze e delle reti in nazionale ― Sudafrica | Cronologia completa delle presenze e delle reti in nazionale ― Sudafrica |
| Data                                                                     | Città                                                                    | In casa                                                                  | Risultato                                                                | Ospiti                                                                   | Competizione                                                             | Reti                                                                     | Note                                                                     |
| ------------------------------------------------------------------------ | ------------------------------------------------------------------------ | ------------------------------------------------------------------------ | ------------------------------------------------------------------------ | ------------------------------------------------------------------------ | ------------------------------------------------------------------------ | ------------------------------------------------------------------------ | ------------------------------------------------------------------------ |
| 28-3-2017                                                                | East London                                                              | Sudafrica                                                                | 0 – 0                                                                    | Angola                                                                   | Amichevole                                                               | -                                                                        | 46’                                                                      |
| 21-3-2018                                                                | Ndola                                                                    | Sudafrica                                                                | 1 – 1 dts (6 – 5 dtr)                                                    | Angola                                                                   | Amichevole                                                               | -                                                                        | 70’                                                                      |
| Totale                                                                   |                                                                          | Presenze                                                                 | 2                                                                        |                                                                          | Reti                                                                     | 0                                                                        |                                                                          |

## Palmarès

### Club

#### Competizioni nazionali
- Campionato sudafricano: 3

Bidwest Wist: 2016-2017
Mamelodi Sundowns: 2018-2019, 2019-2020
- MTN 8: 1

Bidwest Wist: 2016
- Campionato egiziano: 1

Al-Ahly: 2017-2018
- Supercoppa d'Egitto: 1

Al-Ahly: 2017
- Coppa del Sudafrica: 1

M. Sundowns: 2019-2020
- Coppa di Lega sudafricana: 1

M. Sundowns: 2019

### Individuale
- PSL Young Player of the Season: 1

2016-2017